# Smyth (rivière)
Pour les articles homonymes, voir Smyth.
La rivière Smyth (en anglais : Smyth River) est un  cours d’eau de la région de la West Coast de l’Île  du Sud de la Nouvelle-Zélande.

## Géographie
C’est l’un des affluents supérieurs du fleuve Wanganui, qu’elle rencontre vers l’ouest du Mont Whitcombe.